# Benxi
Benxi (en xinès:溪|溪 =Běnxī) és una ciutat a nivell de prefectura de l'est de la província xinesa de Liaoning. l'any 2010 tenia 1.709.538 habitants. Va ser fundada com un centre de metal·lúrgia el 1915. La Companyia Benxi Ferro i Acer ("Bengang") és la que proporciona més llocs de treball i la segona indústria local és la mineria de carbó. En la mina de carbó Honkeiko de Benxi hi va haver l'any 1942 l'accident miner amb més morts del món (1.549 morts). També hi ha mines d'urani. Benxi és a 40° 49’—41° 35’ N de latitud i a 123° 34’—125° 46’ E de longitud, ocupa una superfície de 8.411 km². És una zona amb moltes muntanyes i amb gran cobertura de bosc. Benxi té un clima monsònic (segons la classificació de Köppen: Dwa), amb estius càlids i humits i hiverns llargs, freds i ventosos. Les temperatures mitjanes de gener són de −11,5 °C i de 24 °C al juliol. La temperatura mitjana anual és de 7,8 °C.